# Auf Befehl der Kaiserin
Auf Befehl der Kaiserin ist eine Operette in drei Akten des Komponisten Bruno Granichstaedten; für das Libretto zeichneten Leopold Jacobson und Robert Bodanzky verantwortlich. Um ein Verbot durch die österreichischen Zensurbehörden zu umgehen, firmierte dieses Theaterstück in Österreich-Ungarn unter dem Titel Auf Befehl der Herzogin. Ihre Uraufführung erlebte diese Operette am 20. März 1915 am Theater an der Wien.

## Handlung
1. Akt – Wohnung der alten Spannbergerin
Der reiche Metzger Weißkappl war vor Jahren mit der alten Spannbergerin verlobt. Da sie aber öfters mit Offizieren flirtete, löste er diese Verbindung. Jetzt, da beide Kinder im heiratsfähigen Alter haben, soll Toni Weißkappl die Tochter der alten Spannbergerin, Lintschi, heiraten. Die Spannbergerin findet diese Idee gut, vor allem, da Toni einmal ein großes Erbe zuteilwerden wird. Toni und Lintschi sträuben sich gegen diese Verbindung, da sich Toni in eine Tänzerin verliebt hat und Lintschi den kaiserlichen Offizier Konrad heiraten will. In einer geheimen Aussprache verspricht Lintschi abzulehnen, wenn Tonis Vater offiziell bei ihrer Mutter um die Hand anhalten will.
Die junge Kaiserin ist eifersüchtig und unterstellt ihrem Ehemann einen möglichen Seitensprung. Deshalb ernannte sie Baron Prandler zu ihrem Keuschheitskommissar, um darüber Gewissheit zu erhalten. Baron Prandler findet nun heraus, dass sich der Kaiser mit der Fürstin Ludwigsberg, einer hübschen Hofdame seiner Ehefrau, heimlich bei der alten Spannbergerin treffen will. Baron Prandler, der ein Herz für Verliebte hat, eilt zur Spannbergerin und warnt Mutter und Tochter, dass die Kaiserin den Offizier, der demnächst hier eintreffen werde, aufs heftigste liebe. Lintschi glaubt, dass von ihrem Offizier Konrad die Rede ist, entsagt ihrer Liebe und gibt – als Weißkappl wenig später für seinen Sohn um ihre Hand anhält – diesem ihr Jawort.
2. Akt – Am kaiserlichen Hof
Die Kaiserin will als Regentin mit gutem Beispiel vorangehen; besonders sorgt sie sich dabei auch um die Sittlichkeit. Als sie nun von ihrem Keuschheitskommissar von einem heimlichen Treffen eines Offiziers mit einer ihrer Hofdamen bei der alten Spannbergerin hört, ist sie entsetzt. Da in diesem Haushalt auch noch eine hübsche junge Frau lebt, lässt sie Lintschi zu sich holen. Lintschi kommt in Begleitung ihres zukünftigen Ehemannes und dessen Vaters. Bei der folgenden Aussprache zwischen der Kaiserin und Lintschi bleibt das Missverständnis bestehen, da die Kaiserin bei der Nennung des Offiziers an ihren Ehemann dachte und Lintschi aber an ihren Konrad. Eifersüchtig befiehlt die Kaiserin die Hochzeit zwischen Lintschi und Toni für den nächsten Tag.
Kaum sind die drei entlassen, kommt der Keuschheitskommissar Prandler zur Kaiserin. Er berichtet aufgeregt, dass er sich getäuscht habe und dass sich der Kaiser soeben mit Fürstin Ludwigsberg an einem anderen Ort heimlich treffe. Sofort will die Kaiserin ebenfalls zu diesem Treffen, als der Offizier vom Dienst, Konrad, eine Abordnung von Untertanen – denen eine private Audienz bei der Kaiserin versprochen war – in den Saal führt. Die junge Kaiserin unterdrückt ihre Eifersucht und widmet sich ihren Pflichten als Regentin.
3. Akt – Im Hof bei der alten Spannbergerin
Alles ist zur Hochzeit gerichtet. Weißkappl ist glücklich und lässt auftischen, was Küche und Keller hergeben. Die Braut Lintschi und Bräutigam Toni aber sind zu Tode betrübt. Plötzlich wird der Besuch der Kaiserin gemeldet. Persönlich will die Kaiserin ihren Irrtum bei Lintschi wiedergutmachen. Als Brautgeschenk bringt sie den Offizier Konrad mit, den Lintschi nun hier und heute anstatt Toni heiraten soll. Lintschi und Toni sind überglücklich; Weißkappl ist verdutzt. Da Toni auch seine Tänzerin heiraten darf, steht nun einer Doppelhochzeit nichts mehr im Wege.